# Ciało wyrażeń wymiernych
Ciało wyrażeń wymiernych (ciało funkcji wymiernych) – ciało ułamków całkowitego pierścienia wielomianów.
Niech będzie dana dziedzina całkowitości {\displaystyle {\mathfrak {R}}.} Pierścień wielomianów {\displaystyle {\mathfrak {R}}[x]} również stanowi dziedzinę całkowitości. Można zatem dla tego pierścienia wielomianów skonstruować ciało ułamków, zwane ciałem wyrażeń wymiernych.
Elementy ciała wyrażeń wymiernych są postaci {\displaystyle {\frac {f}{g}},} gdzie {\displaystyle f} jest wielomianem, a {\displaystyle g} jest wielomianem niezerowym. Elementy te nazywane są wyrażeniami wymiernymi.